# Stéphane Noro
Pour les articles homonymes, voir Noro.
Stéphane Noro, né le 22 novembre 1979 à Lille, est un footballeur français.
Sa qualité la plus remarquée est sans doute sa frappe de balle hors du commun, qui lui permet souvent de marquer des buts exceptionnels, parfois de très loin (par exemple, son but en finale de coupe de France, face à Auxerre) et de nombreux coups francs. Il a été de ce fait surnommé le Juninho des Ardennes.

## Biographie
Stéphane Noro fait ses débuts à Lille à l'âge de 18 ans. Un peu plus tard, il signe son premier contrat professionnel mais il n'arrivera pas à s'imposer au LOSC, ne disputant que des bouts de matchs. Il décide donc de rejoindre un club moins huppé, le Stade de Reims, alors en National. En Champagne, il dispute 35 matchs, marque 9 buts et donne 6 passes décisives. 
Ses performances attirent l'œil des recruteurs de Sedan, qui l'enrôlent en 2001. Le club ardennais vient de terminer le championnat de France à la cinquième place et est qualifié pour la Coupe de l'UEFA. La suite sera cependant moins glorieuse et les sangliers sont relégués en Ligue 2 à la fin de la saison 2002-2003. Il s'impose dans le milieu sedanais la saison suivante et il est prêté au FC Metz pendant le mercato hivernal. Mais ce prêt tournera court, Noro ne dispute que 6 matchs et revient à Sedan à la fin de la saison 2003-2004. 
À Sedan, il devient même le capitaine de l'équipe entraînée par Serge Romano. Les sedanais terminent la saison 2004-2005 à la sixième place et finaliste de la Coupe de France contre l'AJ Auxerre de Guy Roux. Malheureusement, Sedan perd la finale sur le score de deux buts à un, malgré une splendide frappe de Noro des 35 mètres qui finit au fond des filets.
La saison suivante sera encore meilleure puisque Sedan remonte en Ligue 1. Mais les sangliers redescendent directement la saison suivante. Sur le plan personnel, sa saison 2006 2007 sera gâchée par une grave blessure à la suite d'un contact avec Pierre-Alain Frau lors d'un match face au PSG, l'attaquant parisien sera exclu et prendra deux mois de suspension tandis que Noro sera absent 6 mois.
En juin 2007, il signe un contrat de 2 ans assorti d'une année optionnelle en faveur de l'ESTAC Troyes, club de Ligue 2. Un an plus tard, il rechange de club et signe au Havre AC, qu'il quittera en septembre 2010. 
Le jeudi 16 décembre 2010, il s'engage pour six mois avec le Racing Club de Strasbourg qui évolue pour la saison 2010-2011 en National. Le club échouera de justesse à la 4e place (même avec les 8 buts et les 9 passes décisives de Noro) et sera placé en liquidation judiciaire en fin de saison.
À la suite de cela il est libre de tout contrat et s'engage à Chypre avec l'Apollon Limassol où il sera rejoint par Milovan Sikimic (celui-ci résillera son contrat dès décembre 2011). Il résillera son contrat à son tour en août 2012 après avoir joué 18 matchs et inscrit 3 buts dans le championnat chypriote. Il est ensuite retourné en France et a effectué un essai à Sedan, sans succès.
Après un retour déjà évoqué en janvier 2012, il entame véritablement des contacts avec "les frères Keller" en août, à la suite de la résiliation de son contrat, et se réengage début septembre avec le RC Strasbourg alors en CFA.

## Palmarès
- Champion de Ligue 2 en 2000 avec le Lille OSC
- Finaliste de la Coupe de France en 2005 avec le CS Sedan Ardennes

## Statistiques détaillées
| Saison  | Club             | Pays   | Division    | Matchs | Buts |
| ------- | ---------------- | ------ | ----------- | ------ | ---- |
| 1998/99 | Lille OSC        | France | Ligue 2     | 4      | 0    |
| 1999/00 | Lille OSC        | France | Ligue 2     | 2      | 0    |
| 2000/01 | Stade de Reims   | France | National    | 35     | 9    |
| 2001/02 | CS Sedan         | France | Ligue 1     | 27     | 0    |
| 2002/03 | CS Sedan         | France | Ligue 1     | 34     | 6    |
| 2003/04 | CS Sedan         | France | Ligue 2     | 17     | 1    |
| 2003/04 | FC Metz          | France | Ligue 1     | 7      | 0    |
| 2004/05 | CS Sedan         | France | Ligue 2     | 35     | 8    |
| 2005/06 | CS Sedan         | France | Ligue 2     | 33     | 7    |
| 2006/07 | CS Sedan         | France | Ligue 1     | 16     | 4    |
| 2007/08 | ESTAC Troyes     | France | Ligue 2     | 37     | 12   |
| 2008/09 | Le Havre AC      | France | Ligue 1     | 27     | 0    |
| 2009/10 | Le Havre AC      | France | Ligue 2     | 15     | 3    |
| 2010/11 | RC Strasbourg    | France | National    | 20     | 8    |
| 2011/12 | Apollon Limassol | Chypre | D1 chypiote | 22     | 4    |
| 2012/13 | RC Strasbourg    | France | CFA         | 2      | 1    |

Soit :
- 1 match en Coupe de l'UEFA
- 110 matchs et 10 buts en Ligue 1
- 143 matchs et 31 buts en Ligue 2
- 55 matchs et 17 buts en National
- 22 matchs et 4 buts en Marfin Laiki League